# Welt-Alzheimertag
Der Welt-Alzheimertag (21. September) macht seit 1994 auf die Situation der Alzheimer-Kranken und ihrer Angehörigen aufmerksam. Weltweit sind etwa 35 Millionen Menschen von Demenzerkrankungen betroffen, zwei Drittel davon in Entwicklungsländern. Bis 2050 wird die Zahl auf voraussichtlich 115 Millionen ansteigen, besonders dramatisch in China, Indien und Lateinamerika. Andere Quellen gehen von 139 Millionen aus.
Der Welt-Alzheimertag (engl. World Alzheimer’s Day) wurde von der Dachorganisation Alzheimer’s Disease International (London) anlässlich deren zehnjährigen Bestehens und der WHO gegründet und findet weltweit Unterstützung. In Deutschland machen neben der Deutschen Alzheimer Gesellschaft (DAlzG) auch die Alzheimer Forschung Initiative am Welt-Alzheimertag auf die Situation der Erkrankten und die Wichtigkeit von Alzheimer-Forschung und Alzheimer-Aufklärung aufmerksam.